# Bolus (medicină)
În medicină, un bolus (din latină: bolus, minge) este administrarea unei cantități discrete de medicație sau alt compus într-un anumit interval de timp, în general de 1 - 30 de minute, pentru a crește concentrația în sânge la o doză eficace. Administrarea poate fi efectuată prin injectare: intravenos, intramuscular, intratecal, subcutanat, prin inhalare cu doză sau oral. Articolul despre modul de administrare oferă mai multe informații, deoarece lista anterioară de moduri de administrare nu este exhaustivă.

## Plasare
Plasarea dozei de bolus depinde de nivelurile sistemice ale conținutului dorit pe tot corpul. O injecție intramusculară de vaccinuri permite o eliberare lentă a antigenului pentru a stimula sistemul imunitar al organismului și pentru a permite timp pentru dezvoltarea de anticorpi. Injecțiile subcutanate sunt utilizate de dependenții de heroină (numiți „Skin popping”, referindu-se la cucuiul format de bolusul heroinei), pentru a susține o eliberare lentă care prezintă simptome de sevraj fără a produce euforie.
Un bolus livrat direct în vene printr-o picurare intravenoasă permite o livrare mult mai rapidă, care ridică rapid concentrația substanței în sânge la un nivel eficient. Acest lucru se face de obicei la începutul unui tratament sau după îndepărtarea medicamentului din sânge (de exemplu, prin dializă). 

## Diabet
Diabeticii și profesioniștii din domeniul sănătății utilizează bolus pentru a se referi la o doză de insulină cu acțiune rapidă (spre deosebire de rata de bază, care este o doză de insulină cu acțiune lentă sau pomparea continuă a unei cantități mici de insulină cu acțiune rapidă pentru a acoperi producția de glucoză a ficat)ului.)

## Medicină veterinară
În medicina veterinară un bolus este un comprimat mare cu eliberare îndelungată în timp care rămâne în rumenul din bovine, capre sau ovine. Se poate referi, de asemenea, la o doză de lichid injectat subcutanat cu un ac hipodermic, cum ar fi o soluție salină administrată fie pentru a contracara deshidratarea sau mai ales pentru a atenua insuficiența renală, o boală comună la pisica domestică. Înainte de a fi complet absorbit, care poate dura câteva minute sau mai mult, lichidul rămâne sub forma unui bolus, o minge sau un nod sub piele.

## Radioterapie
În radioterapie, bolus este un material echivalent de țesut ceros plasat pe suprafața pielii pentru a omogeniza sau modula gama dozei de la fascicule externe de radiații.